# Kartiki Gonsalves
Kartiki Gonsalves (Udhagamandalam, 2 de novembre de 1986) és una cineasta i fotògrafa índia, reconeguda com la directora del documental guanyador d'un Premi Oscar, The Elephant Whisperers.

## Biografia
Gonsalves va nàixer el 2 de novembre de 1986 en l'estació de muntanya de Udhagamandalam, sent son pare Timothy A. Gonsalves i sa mare Priscilla Tapley Gonsalves. Va estudiar en el Dr G R Damodaran College of Science en Coimbatore, i es va graduar en 2007 abans de continuar amb els seus estudis en fotografia.
En la seua carrera com a cineasta i fotògrafa, Gonsalves va treballar com a operadora de càmera per a Discovery Channel i Animal Planet. Va dirigir el documental The Elephant Whisperers, produït per Guneet Monga i distribuït per la plataforma Netflix. El film, que relata la història d'un campament d'elefants en Theppakadu, va guanyar al març de 2023 el Premi Óscar en la categoria de millor documental curt.